# Slovenské Aerolínie

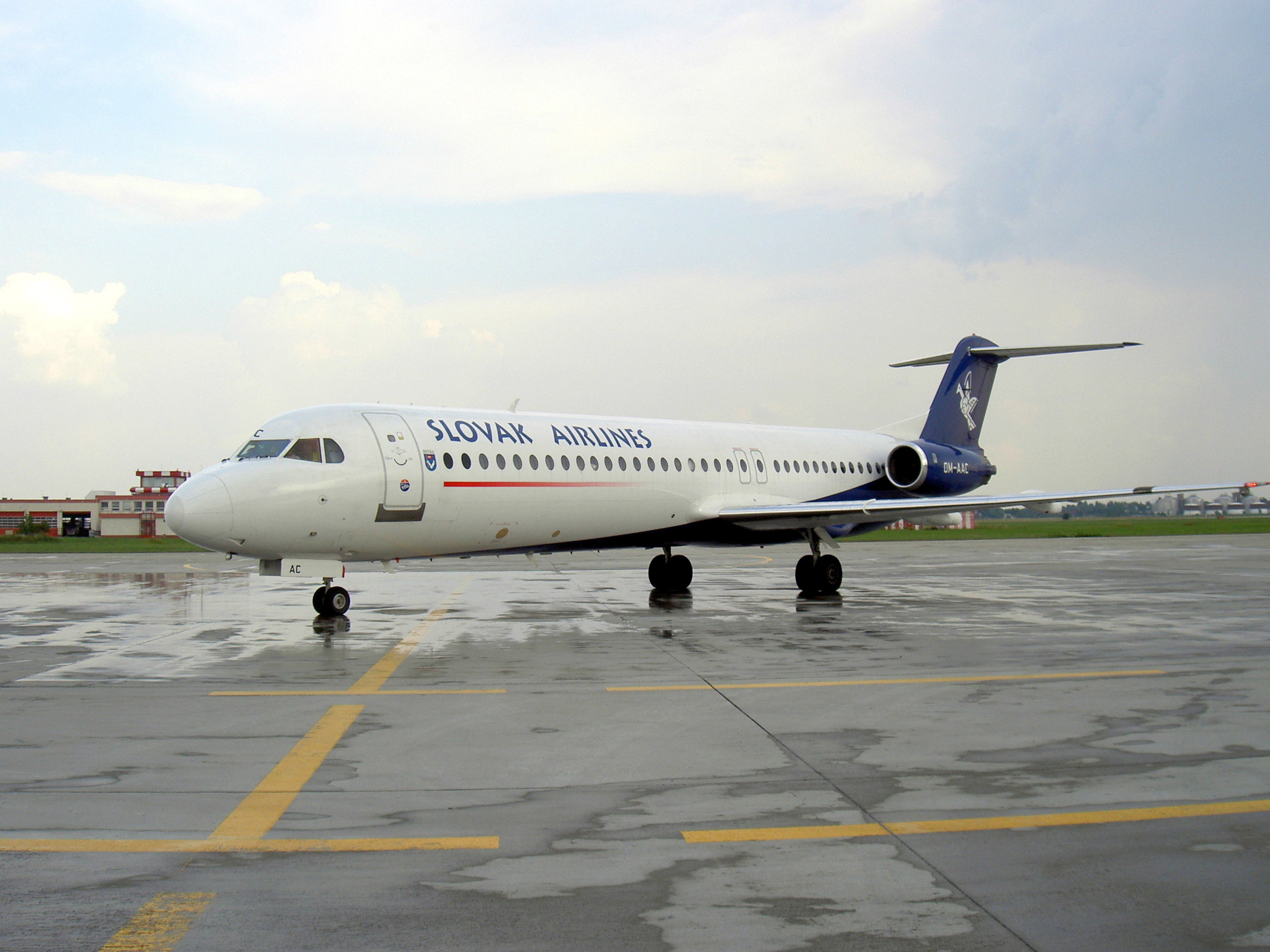
A társaság Fokker 100-as (OM-AAC) típusú repülőgépe.

A Slovenské Aerolínie, vagy Slovak Airlines (IATA-kódja 6Q, ICAO-kódja SLL), egy pozsonyi székhelyű szlovák légitársaság volt. A Szlovák Köztársaság nemzeti légi fuvarozójaként működött, Moszkvába és Brüsszelbe menetrend szerinti, Oroszországba, Spanyolországba, Olaszországba, Törökországba, Görögországba, Bulgáriába, Tunéziába és Ciprusra charter járatokat üzemeltetett. Bázisrepülőtere a pozsonyi Pozsonyi repülőtér volt.
2007 februárjáig üzemeltetett járatokat. Ebben az évben felvásárolta az Austrian Airlines légitársaság.